# Armadillidium kuehnelti
Armadillidium kuehnelti là một loài chân đều trong họ Armadillidiidae. Loài này được Schmalfuss miêu tả khoa học năm 2006.